# Jean Saint-Josse
Pour les articles homonymes, voir Saint-Josse.
Jean Saint-Josse, né le 22 mars 1944 à Coarraze (Pyrénées-Atlantiques), est un homme politique français.
Après avoir été membre du Rassemblement pour la République (RPR), il cofonde le parti Chasse, pêche, nature et traditions (CPNT), qu'il préside de 1998 à 2008.
Sur le plan électif, il est conseiller régional d’Aquitaine de 1992 à 1999 et maire de Coarraze de 1995 à 2020. À la tête de la liste CPNT  aux élections européennes de 1999, il est élu député européen, un mandat qu’il conserve jusqu’en 2004.
Candidat à l'élection présidentielle de 2002, il obtient 4,23 % des suffrages exprimés.

## Situation personnelle
Né le 22 mars 1944 à Coarraze, près de Pau, il souhaite devenir journaliste mais doit interrompre ses études après la mort de son frère, reprenant l’entreprise de son père, qui est vendeur de vêtements sur les marchés. Jean Saint-Josse est par la suite directeur commercial de la radio NRJ-Pau, puis responsable d'une petite imprimerie. Marié, il est père de quatre filles,.

## Parcours politique

### Débuts
En 1979, il est soutenu par 10 000 chasseurs pour lutter contre la « directive Oiseaux » de la Commission européenne, qui interdit la chasse aux oiseaux migrateurs pendant les périodes de reproduction et de nidification. En 1982, il est élu à la présidence de la fédération des chasseurs des Pyrénées-Atlantiques.
Après avoir voté pour François Mitterrand au second tour de l’élection présidentielle de 1981, il adhère au RPR et devient attaché parlementaire du député gaulliste des Pyrénées-Atlantiques Jean Gougy en 1986-1987,.
En 1989, après avoir rendu sa carte du RPR, il participe à la fondation de Chasse, pêche, nature et traditions (CPNT) au côté d'André Goustat. En 1992, il est élu conseiller régional d'Aquitaine et vote « non » au référendum sur le traité de Maastricht. Il devient maire de Coarraze (Pyrénées-Atlantiques) en 1995.

### Député européen
En 1998, il est réélu conseiller régional et prend la présidence de CPNT, succédant à André Goustat,.
Pendant la campagne des élections européennes de 1999, il dénonce une construction européenne fédéraliste et technocrate. La liste qu’il conduit au niveau national obtient près d’1,2 million de voix, soit 6,8 % des suffrages exprimés, faisant jeu égal avec le Parti communiste français et devançant le Front national. Avec cinq autres membres de CPNT, il devient ainsi député européen, un mandat qu’il exerce jusqu'à la fin de la législature, en 2004. Opposé au cumul des mandats, il démissionne dans la foulée du conseil régional d’Aquitaine.
Au Parlement européen, il participe à la formation du groupe pour l'Europe des démocraties et des différences (EDD) avec d’autres mouvements eurosceptiques, dont le parti britannique UKIP ; d’après Jean Saint-Josse, « CPNT a choisi des partenaires européens désireux de défendre une Europe respectueuse des identités des États, et décidés à se mobiliser pour un développement durable et harmonieux de l’espace rural ». Membre de la commission de l’environnement, il affiche son hostilité aux mesures anti-chasse et obtient la création, le 6 octobre 1999, d’un intergroupe parlementaire « Chasse, pêche et environnement »,.
Sur les questions intérieures, il continue principalement d'insister sur « la fracture rurale » tout en faisant savoir qu'il est favorable au Pacs et contre la législation sur le cannabis. Il prône l’abstention au référendum sur le quinquennat présidentiel, qu'il ne considère pas comme une « priorité du peuple »,,. La liste qu’il conduit aux élections municipales de 2001 à Coarraze l’emporte dès le premier tour, ce qui lui permet d'obtenir un second mandat de maire.

### Élection présidentielle de 2002
En vue de l’élection présidentielle de 2002, Jean Saint-Josse est désigné candidat de CPNT, qui compte alors plus de 30 000 adhérents. C’est la première fois que le parti présente un candidat à ce type de scrutin. Tandis que le journal de gauche Libération classe volontiers Jean Saint-Josse à droite de l’échiquier politique, le politologue Michel Bussi souligne : « Jean Saint-Josse est l’un des rares candidats difficilement classables sur l’axe gauche/droite. […] On peut ainsi considérer que le vote CPNT s’inscrit dans l’émergence d’un clivage politique rural/urbain, en opposition notamment avec l’écologie « traditionnelle » (Les Verts). […] CPNT est, avec le Front national, le courant politique dont l’organisation spatiale des suffrages exprimés est la plus nette »,.
Comme aux élections européennes de 1999, Jean Saint-Josse choisit de mener une campagne de proximité, à faible coût et sans stratégie de communication élaborée. Se défendant d’être en relation avec la Fédération nationale des chasseurs, il met l’accent sur un rééquilibrage des politiques d’aménagement du territoire en faveur des zones rurales — notamment en matière de services publics —, sur la nécessité d’unités à taille humaine dans l'agriculture, le domaine scolaire ou les entreprises, promeut le respect des traditions, critique l’action des institutions européennes et défend les artisans et commerçants, ce qui fait dire à La Dépêche qu’il est un « réactionnaire modéré » et qu’il « marche sur les traces de Poujade, le terroir en plus ».
Se présentant comme un « non-professionnel de la politique », il critique Les Verts, qui feraient de « l'écologie de trottoir » au détriment de « l'écologie de terroir » et « réaliste » (mais qu’il rejoint sur l’interdiction des produits alimentaires contenant des OGM alimentaires),. Il appelle plus généralement à sanctionner l’ensemble de la gauche plurielle, à qui il reproche le vote de la loi de juillet 2000 sur la chasse. Alors que ses réunions publiques rencontrent un important succès, il progresse dans les sondages, qui lui accordaient quelque 2 % des voix au début de la campagne, alors que la presse relève la porosité de son électorat avec celui du candidat d’extrême droite Jean-Marie Le Pen.
À l’issue du premier tour, il obtient 4,23 % des suffrages exprimés et un peu plus d’1,2 million de voix, se classant en 9e position du premier tour, sur un total de 16 candidats. S'il arrive derrière le candidat des Verts, Noël Mamère, il réussit son objectif de dépasser le nombre de voix de son parti aux élections européennes de 1999,. Il réalise ses meilleurs scores dans des départements du Sud-Ouest (12,1 % dans les Landes, 10,8 % dans le Gers, 10,1 % dans le Lot, etc.) et dans la Somme (12,1 %) ; à l’inverse, ses résultats dans les zones urbaines (0,5 % à Paris) et en outre-mer (0,2 % en Martinique) sont très faibles. Après avoir promis de ne pas donner de consigne de vote en vue du second tour, qui devait voir s’affronter Jacques Chirac et Lionel Jospin, il appelle ses électeurs au « réflexe républicain » face à Jean-Marie Le Pen,.

### En retrait de la scène nationale
Lors des élections législatives de 2002, alors que CPNT obtient 1,7 % au niveau national, il se présente notamment contre François Bayrou, président de l’UDF, dans la deuxième circonscription des Pyrénées-Atlantiques, où il obtient 9,4 % des voix au premier tour,,. Candidat aux élections cantonales de 2004 dans le canton de Nay-Est, il se retire à l’issue du premier tour, après être arrivé en deuxième position, derrière le candidat socialiste et légèrement devant le candidat UDF. Il ne brigue pas un second mandat de député européen aux élections européennes qui suivent. En 2005, il appelle à voter « non » au référendum établissant une constitution pour l'Europe.
Toujours président de CPNT, il ne se présente pas à l'élection présidentielle de 2007, et dirige la campagne de Frédéric Nihous. En janvier 2008, il annonce qu'il ne brigue pas un troisième mandat de président de CPNT et apporte son soutien à Frédéric Nihous, qui lui succède. Pour justifier sa décision, il invoque une volonté de « renouvellement », mais les médias font par la suite état de pressions de dirigeants du parti souhaitant s’allier avec l’UMP,.
Il est réélu maire de Coarraze à l'issue des élections municipales de 2008 et devient vice-président de la communauté de communes du Pays de Nay, chargé de l’économie et de l’emploi,. Aux élections municipales de 2014, la liste qu’il conduit dans la commune obtient 52,3 % des voix au premier tour. Réélu maire, il passe de la 3e à la 5e vice-présidence de l’intercommunalité, étant dorénavant chargé de l’aménagement de l’espace et du schéma de cohérence territoriale (Scot),.
En 2019, il fait connaître son désaccord avec la décision de renommer CPNT en Le Mouvement de la ruralité (LMR), évoquant des « dérives » au sein de la direction du parti.
Après 25 années à la tête de la ville, il ne brigue pas un nouveau mandat de maire de Coarraze aux élections municipales de 2020. Alors que les élus sortants voient leur mandat prolongé en raison de la pandémie de Covid-19 en France, Jean Saint-Josse annonce le 22 mars qu'il se met « en retrait » de son mandat de maire pour dénoncer la décision du gouvernement de maintenir le premier tour des élections puis de reporter la désignation des maires par les conseils municipaux élus dès ce tour. Michel Lucante, qui avait mené une liste contre lui aux élections municipales de 2014, lui succède comme maire de Coarraze le 26 mai 2020.

## Détail des mandats et fonctions

### Au Parlement européen
- 20 juillet 1999 – 19 juillet 2004 : député européen.

### Au niveau local
- 22 mars 1992 – 20 juillet 1999 : conseiller régional d'Aquitaine.
- 16 juin 1995 – 26 mai 2020 : maire de Coarraze (Pyrénées-Atlantiques).
- Depuis le 14 mai 2008 : vice-président de la communauté de communes du Pays de Nay.

### Au sein de CPNT
- 1er septembre 1998 – 14 janvier 2008 : président de Chasse, pêche, nature et traditions.